# Shenzhou 5
Shenzhou 5 (chinesisch 神舟五號 / 神舟五号, Pinyin Shénzhōu Wǔhào) war die erste bemannte Raumfahrtmission der Volksrepublik China. Das Shenzhou-Raumschiff mit dem Raumfahrer Yang Liwei wurde am 15. Oktober 2003 in eine Erdumlaufbahn gebracht und landete nach 14 Erdumkreisungen und rund 21 Stunden Flugzeit in der Inneren Mongolei.

## Stoßdämpfung des Raumschiffs
Im Juli 2003 stellte sich bei einer Routineüberprüfung vor der Auslieferung des Raumschiffs durch die Chinesische Akademie für Weltraumtechnologie heraus, dass das kleine Triebwerk, das die Rückkehrkapsel nach dem Abwerfen des Hitzeschildes im letzten Moment vor der Landung noch einmal abbremste, nur mit einer Wahrscheinlichkeit von 99,85 % zündete. Nach einigen Diskussionen wurde Zhang Bainan, seit 1996 Stellvertretender Chefkonstrukteur des Raumschiffs, zwei Tage vor dem geplanten Auslieferungstermin beauftragt, für die Druckliege des Raumfahrers eine verbesserte Stoßdämpfung zu entwickeln, die den Aufprall notfalls auffangen würde.
Die bei diesem System eingesetzten Stoßdämpfer können nur einmal verwendet werden; nach jedem Falltest mussten neue Stoßdämpfer eingebaut werden. Zusammen mit gut 20 Mitarbeitern konnte Zhang Bainan das Problem dennoch in knapp zwei Monaten lösen. Auf Fotos, die nach der Landung gemacht wurden, ist zu sehen, dass sich der Raumfahrer Yang Liwei an der Unterlippe etwas verletzt hatte. Dies hatte jedoch mit Vibrationen beim Wiedereintritt zu tun.
Bei einer ungenügenden Stoßdämpfung hätte er sich Becken und Wirbelsäule gebrochen.

## Missionsverlauf
Shenzhou 5 wurde am 15. Oktober 2003 um 01:00 Uhr UTC vom Kosmodrom Jiuquan im Autonomen Gebiet Innere Mongolei im Nordwesten Chinas mit einer Trägerrakete vom Typ Langer Marsch 2F gestartet. Diese Raketenversion wurde speziell für bemannte Flüge entwickelt, dennoch gab in der ersten Phase des Fluges vor dem Abtrennen der Nutzlastverkleidung unangenehme Vibrationen.
Um 01:10 Uhr UTC wurde der Zielorbit in 343 km Höhe erreicht und der 38-jährige Kampfpilot Yang Liwei wurde so zum ersten Raumfahrer der Volksrepublik China. Damit wurde China elf Jahre nach dem Start seines bemannten Raumfahrtprogramms zur dritten Nation – nach der Sowjetunion und der USA – die in der Lage ist, aus eigener Kraft Menschen in den Weltraum zu bringen. Weder der Start noch die Landung wurden live im Fernsehen übertragen. Allerdings wurden die Zeitpunkte von Start und Landung im Vorfeld bekannt gegeben und der chinesische Fernsehsender China Central Television berichtete wenige Minuten nach den Ereignissen.

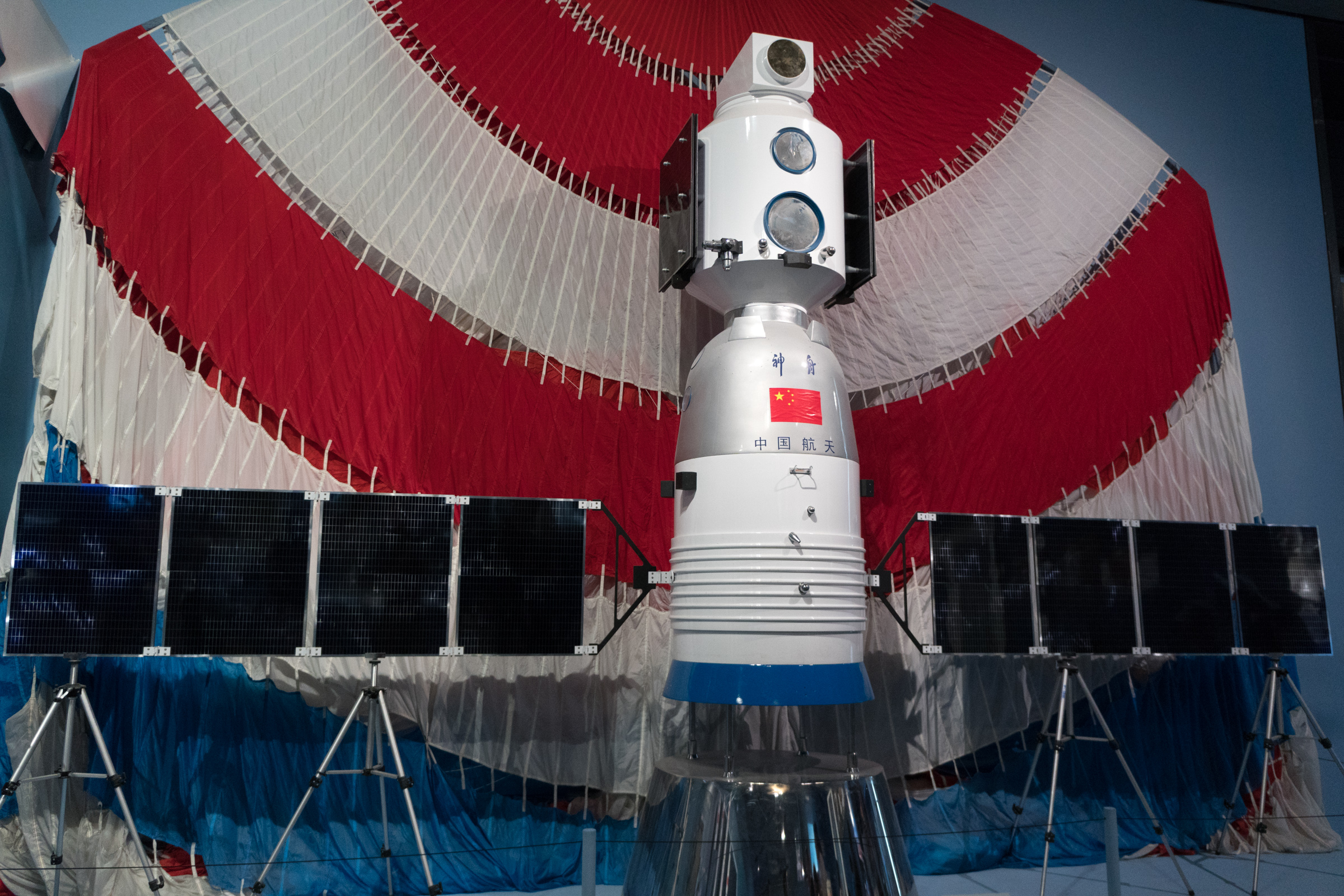
Raumschiff Shenzhou 5 (Modell)

Insgesamt umrundete Shenzhou 5 die Erde 14 Mal in 343 Kilometern Höhe und landete 21 Stunden und 23 Minuten nach dem Start. Das Raumschiff trat am 16. Oktober 2003 um 06:04 Uhr Ortszeit (UTC: 15. Oktober 2003, 22:04 Uhr) in die Atmosphäre ein. Die an der Kapsel vorbeistreichenden Flammen des ordnungsgemäß abbrennenden ablativen Hitzeschilds färbten den Blick auf die Erde rot, dann begannen sich Sprünge in den Fensterscheiben zu zeigen, zuerst auf der einen Seite, dann auch beim zweiten Fenster. Dieses Phänomen war bei den bisherigen Testflügen noch nicht aufgetreten, und man hatte den Raumfahrern in der Ausbildung auch nicht mitgeteilt, dass es auftreten könnte. Yang Liwei empfand, wie er später in einem Interview schilderte, starke Furcht.
Schließlich entfaltete sich der Fallschirm, und die Kapsel landete um 06:28 (22:28 UTC) auf dem Hauptlandeplatz des Hauptzeugamts der Volksbefreiungsarmee im Gebiet des Dörbed-Banners, Innere Mongolei, nur 4,8 km vom geplanten Landeort entfernt.
Das Orbitalmodul von Shenzhou 5 blieb in der Umlaufbahn. Bis zum 16. März 2004 wurden damit vor allem wissenschaftliche Experimente durchgeführt. Am 30. Mai 2004 trat es in die Erdatmosphäre ein und verglühte.

## Politische Auswirkungen
Der Start von Shenzhou 5 wurde in den chinesischen Medien weit mehr verbreitet als jedes andere Ereignis zu dieser Zeit. Während aber die Chinesen das Ereignis als Triumph für die chinesische Wissenschaft und Technologie feierten, wurde in den westlichen Medien besonders hervorgehoben, dass Yang Liwei bei seiner im Raumschiff gehaltenen Rede an die Erde eine Doppelfahne in die Kamera hielt, die aus der chinesischen Flagge und derjenigen der Vereinten Nationen bestand. Insgesamt wurde dem ersten bemannten Flug Chinas in den Weltraum mit viel Lob aus der ganzen Welt begegnet.

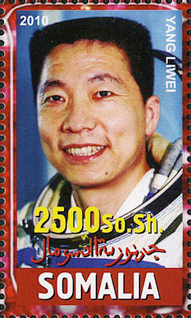
Somalische Briefmarke mit Yang Liwei
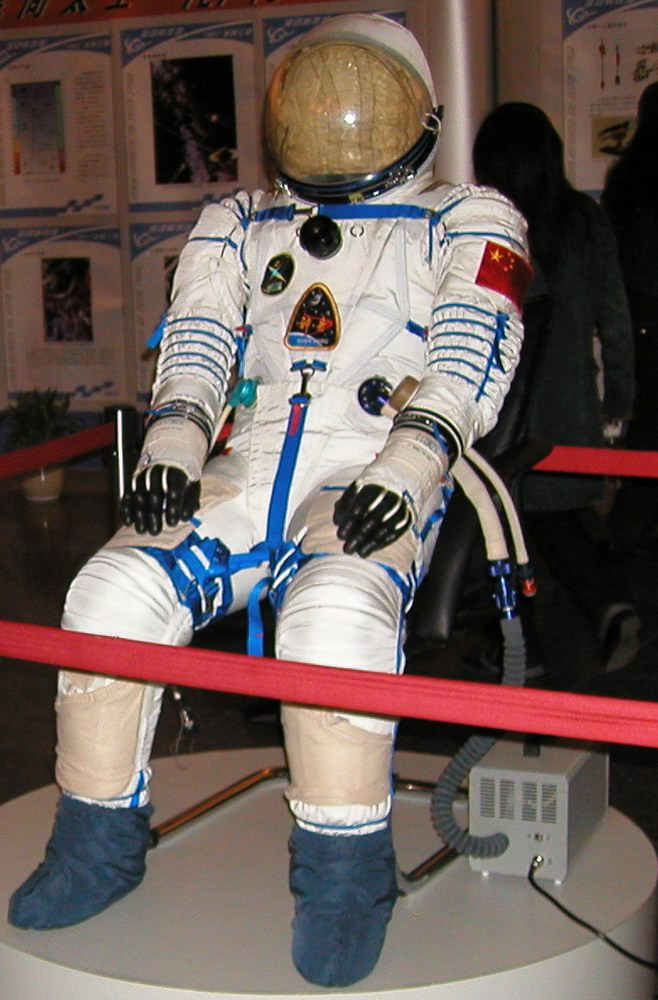
Der Raumanzug von Yang Liwei
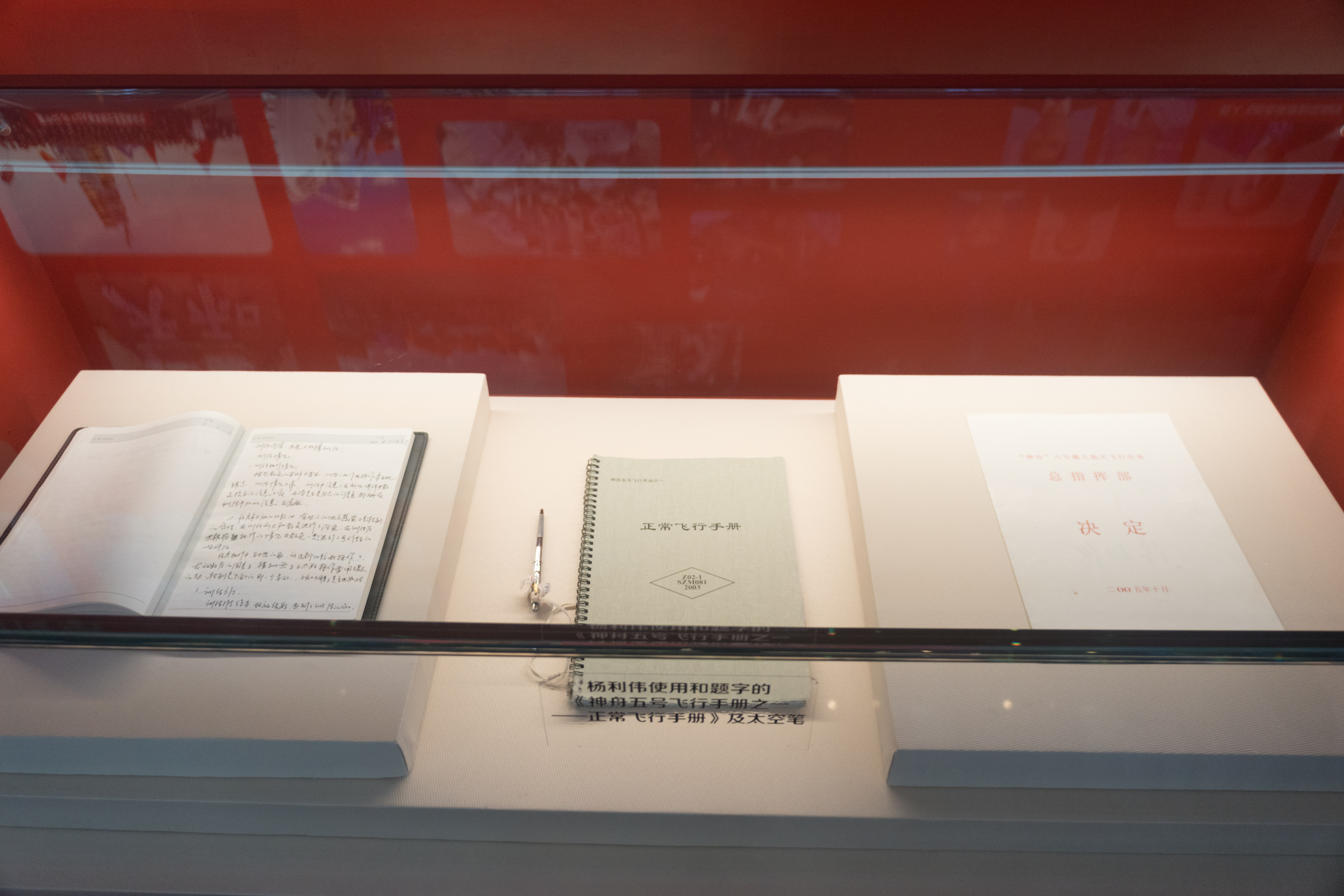
Notizbuch und Handbuch für regulären Missionsablauf mit Weltraumstift Yang Liweis. Rechts der Beschluss des Generalkommandos zur Durchführung der Mission Shenzhou 6
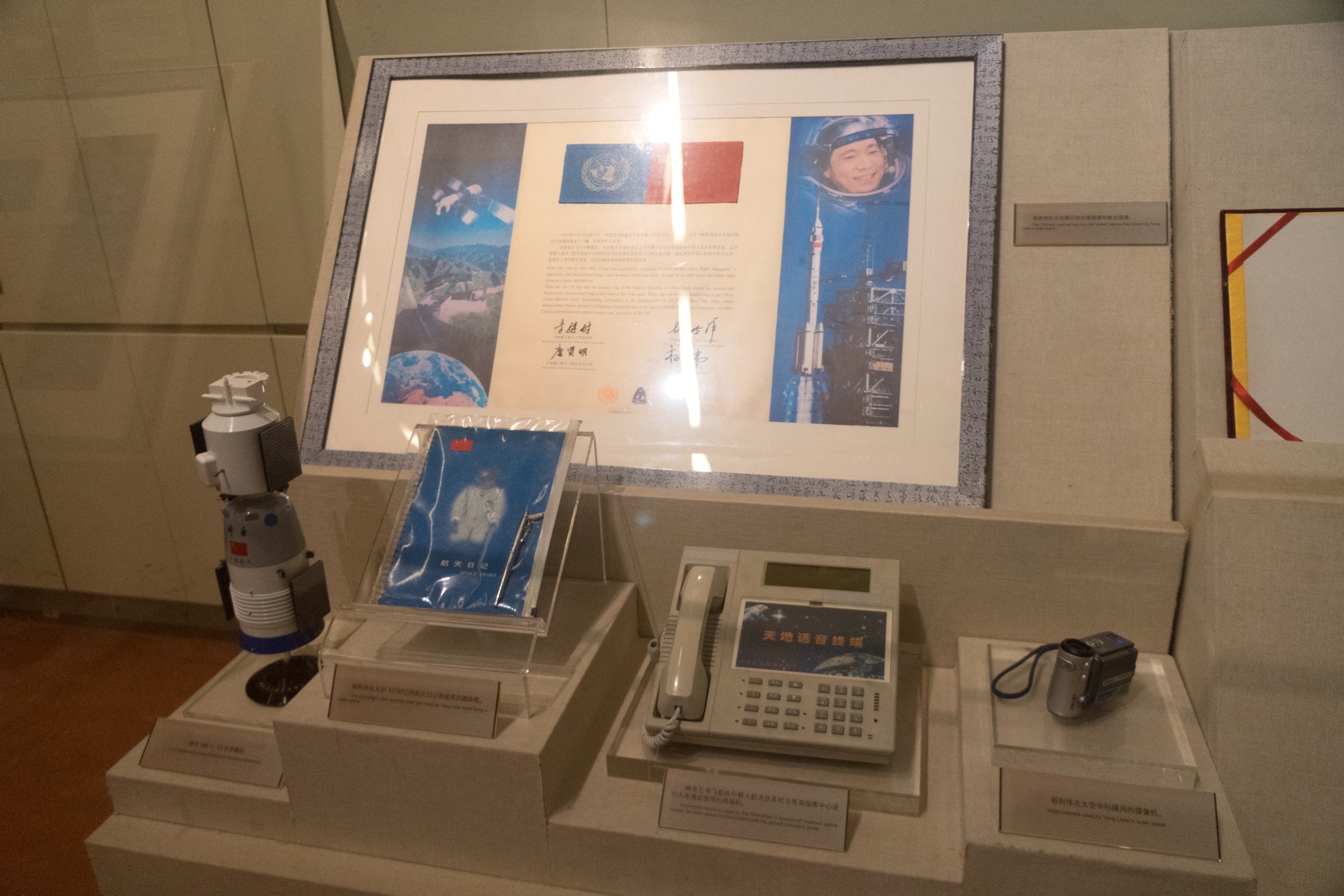
Oben die Doppelfahne. Darunter der auf der Rückseite aufgedruckte, von Yang Liwei vorgelesene Text
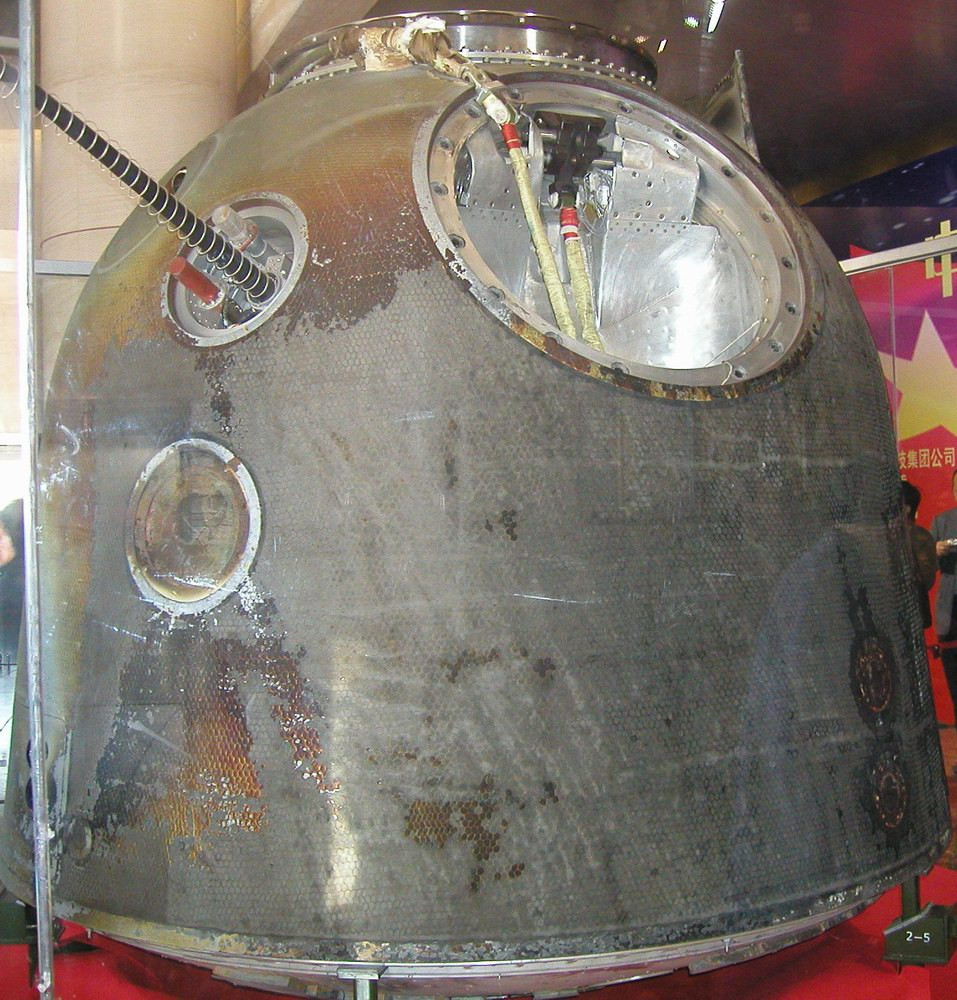
Die Landekapsel von Shenzhou 5
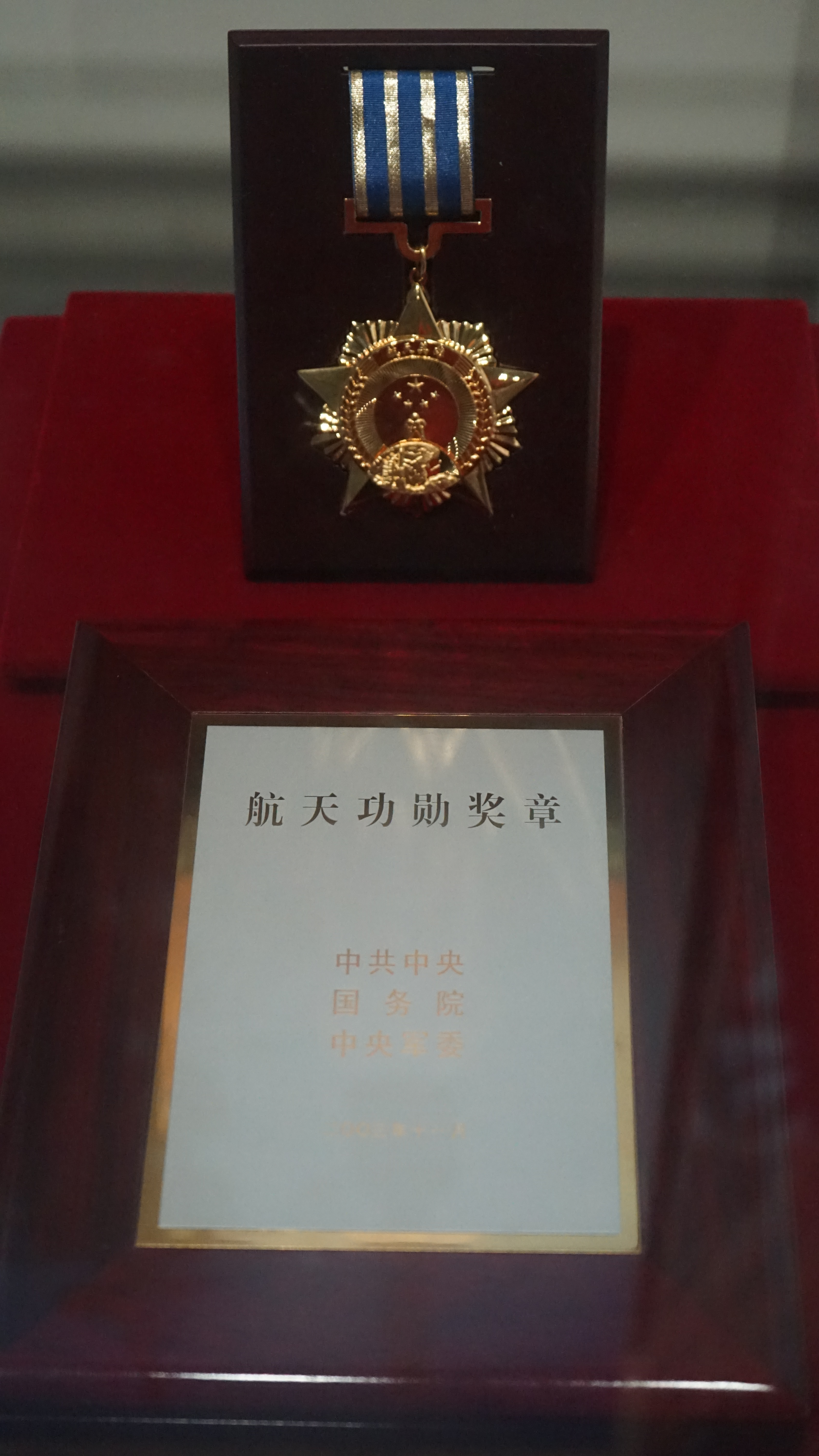
Raumfahrtverdienstorden Yang Liweis (Muster)

Um Missbrauch zu vermeiden, ließen sich das Chinesische Raumfahrer-Ausbildungszentrum und die Chinesische Akademie für Weltraumtechnologie gemeinsam bei der Nationalen Behörde für Industrie und Handel das erste Foto von Yang Liwei nach seiner Rückkehr sowie die Schriftzeichen für „Yang Liwei“ und „Shenzhou 5“ als Handelsmarke für alle 45 schützbaren Produkt- und Dienstleistungskategorien eintragen. Jeder Versuch Yang-Liwei-Schnaps oder Shenzhou-5-Reisen anzubieten, wäre strafbar.